# Petubastis IV. Seheribre
Petubastis IV. Seheribre (auch Padibastet IV.) war ein spätzeitlicher ägyptischer Fürst und Gegenkönig (Pharao) zum persischen Großkönig und ägyptischen König Kambyses II. zu Beginn der ersten Perserherrschaft, der 27. Dynastie.
Über die Herkunft des Königs ist nichts bekannt. Es ist gesichert, dass er während der 27. Dynastie agierte. Eine Verbindung zu den Saiten-Königen der 26. Dynastie ist denkbar, aber nicht belegt.
Der König ist nur auf wenigen Denkmälern bezeugt: Dies sind Bruchstücke eines hölzernen Naos mit verlorengegangenen farbigen Glaseinlegearbeiten (heute in Bologna und im Louvre), ein Skarabäus, zwei Siegelabdrucke (einer heute im Los Angeles County Museum of Art, Objekt M.80.202.852) und ein Tempelportal in Amhaida, altägyptisch: Set-waḥ, griechisch: Trimithis, in der Senke Dachla. Auf diesen Denkmälern wurde der Fürst mit der Titulatur eines ägyptischen Königs genannt.
Der französische Ägyptologe Jean Yoyotte war in der Lage, die Regierungszeit von Petubastis IV. Seheribre auf 522–520 v. Chr. festzusetzen. Er war an einer Revolte gegen den persischen Satrapen Aryandes beteiligt, der noch unter Kambyses II. eingesetzt wurde. Diese Revolte wurde in der Strategemata des Polyainos überliefert. Die genannte Zeitspanne reicht etwa vom Tod Kambyses’ II. bis zur erneuten Herrschaftssicherung unter dem persischen Großkönig Dareios I.
Der niederländische Ägyptologe Olaf E. Kaper schlug aufgrund des Tempelportalfundes von Amhaida vor, dass Petubastis IV. Seheribre hier einen Stützpunkt hatte und dass er von hier aus das Heer des Kambyses geschlagen haben könnte. Dies stünde im Gegensatz zur Überlieferung Herodots aus zweiter Hand, der zufolge das Heer auf seinem Feldzug gegen das Orakel von Siwa durch einen Sandsturm umgekommen sei. Kaper postulierte, dass das Ziel des Kambyses II. die Senke Dachla und nicht Siwa war. Zu den wichtigsten Argumenten gehört, dass man Siwa üblicherweise von Memphis, nicht von Theben aus erreicht und dass man zur Eroberung von Siwa keine 50.000 Soldaten benötigt hätte.

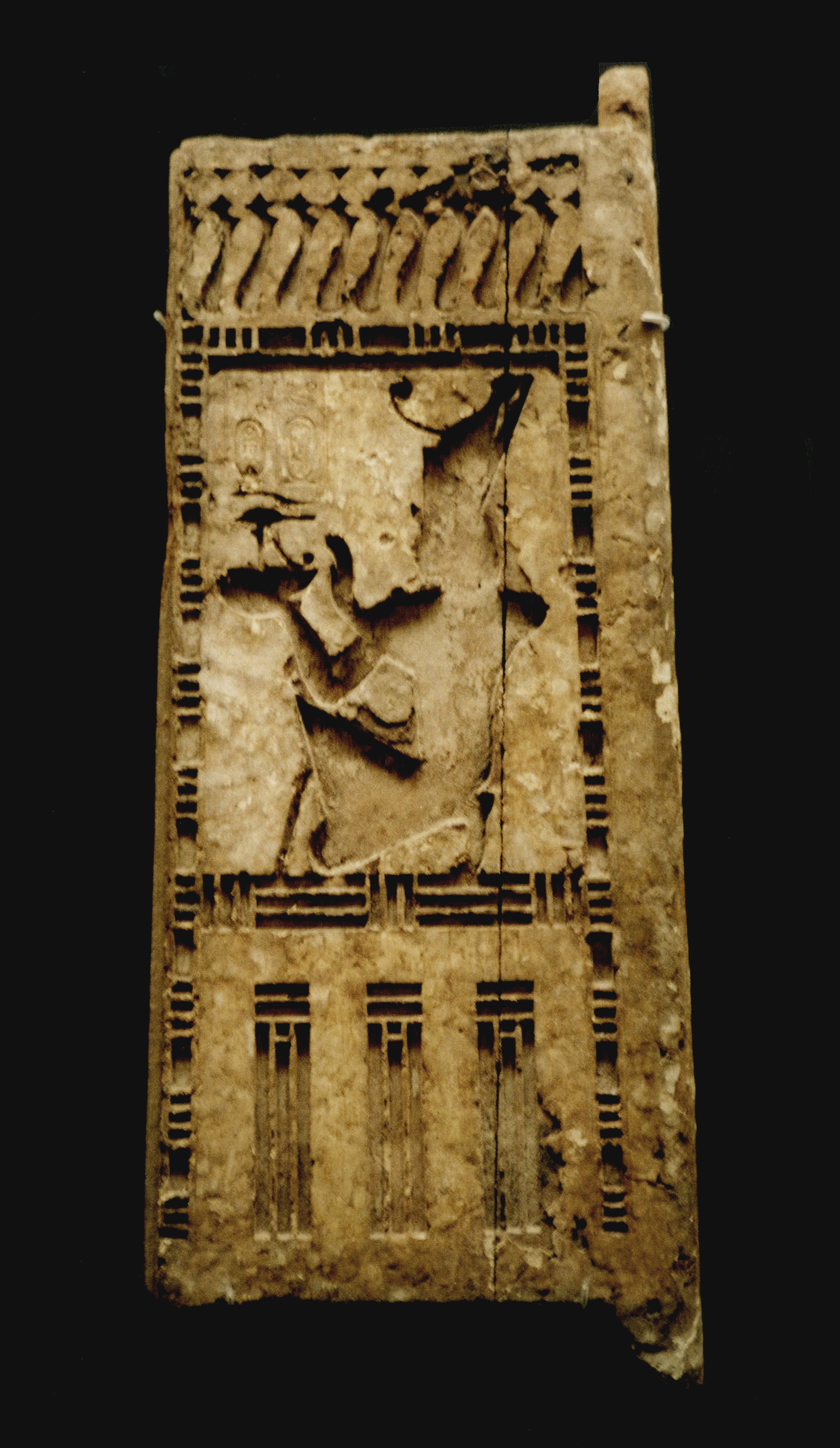
Hölzerner Schrein des opfernden Petubastis Seheribre, Louvre
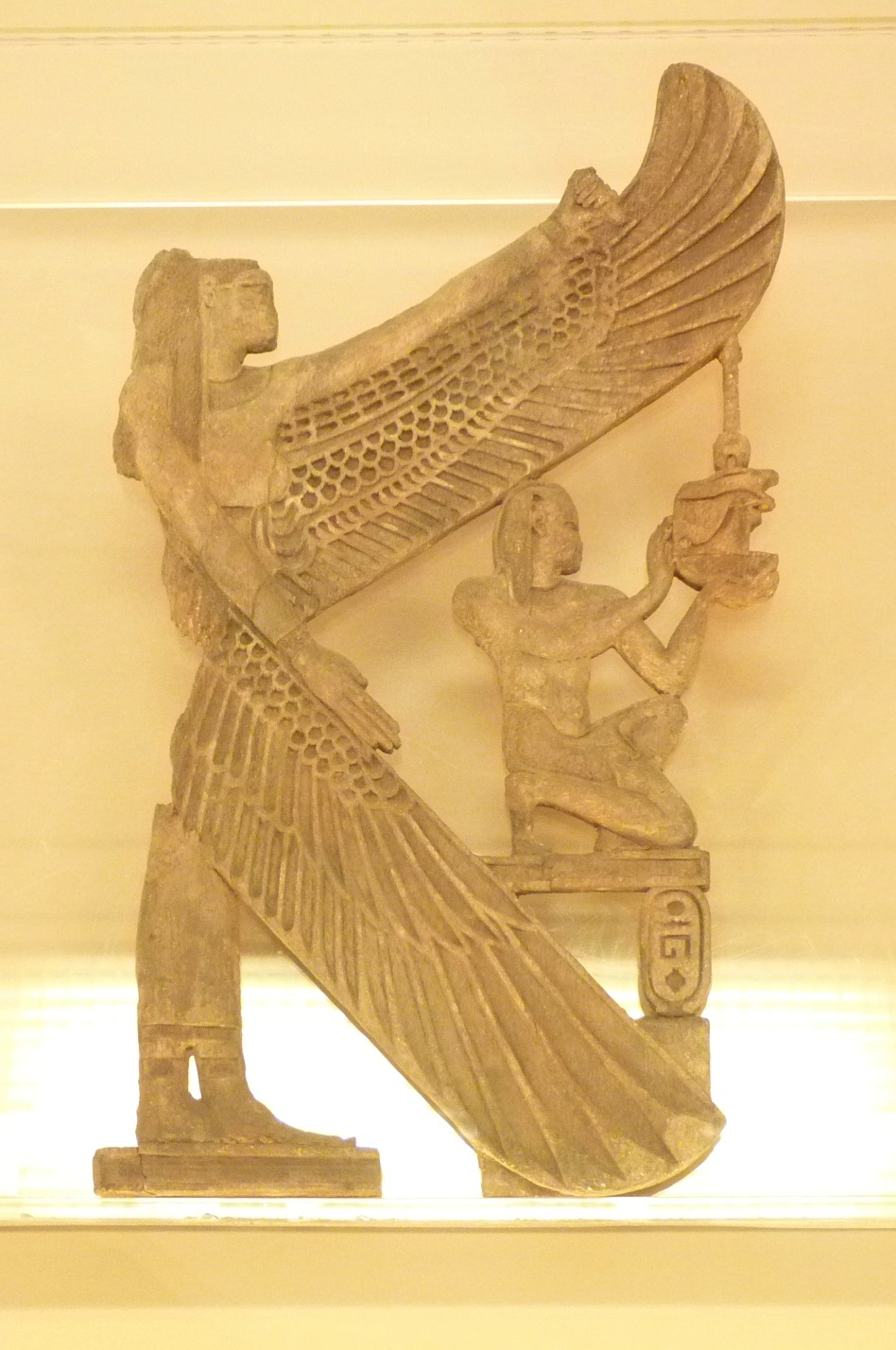
Teil eines hölzernen Schreins
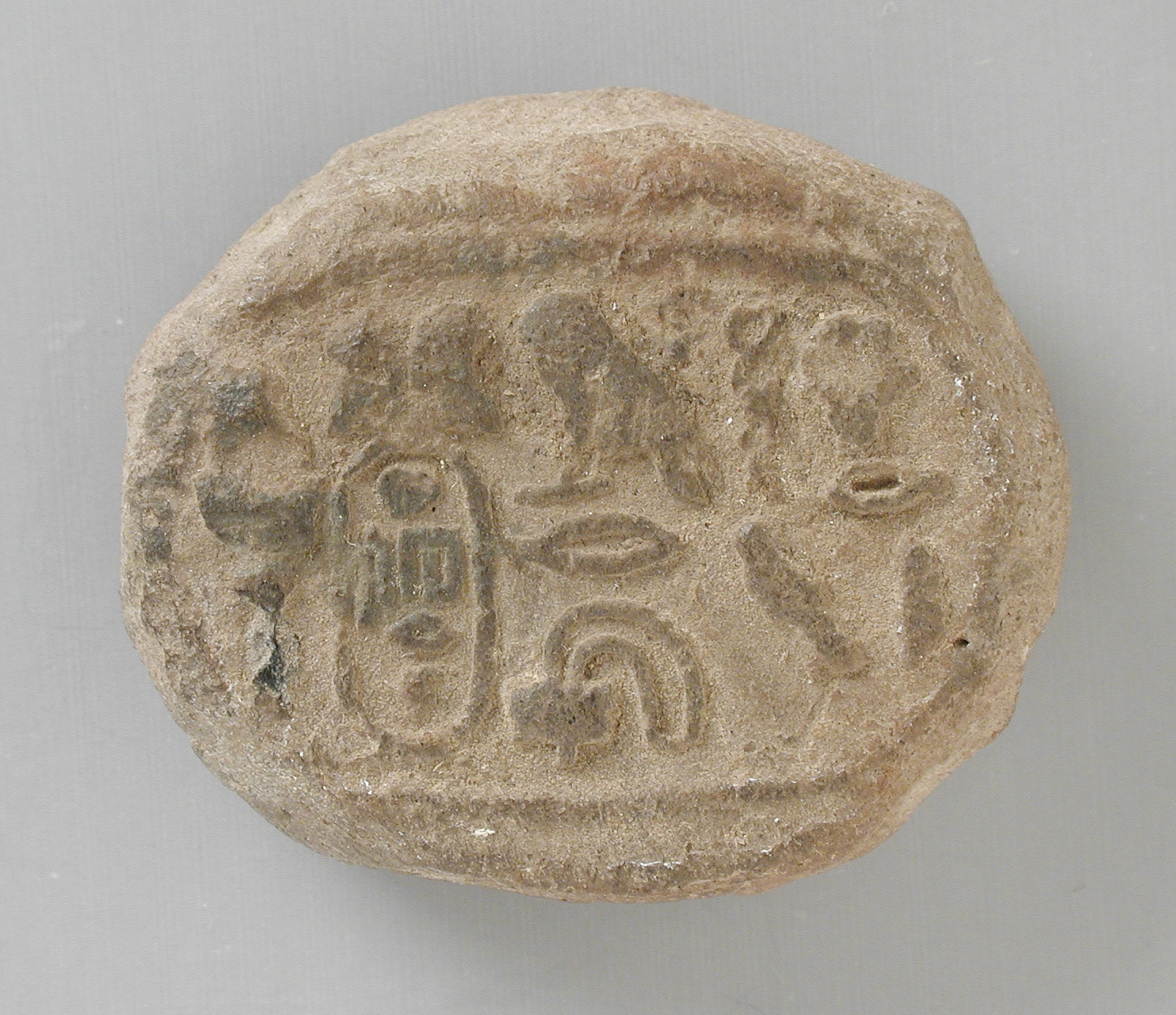
Siegelabdruck des Petubastis Seheribre